# منظمة ثورة مصر
منظمة ثورة مصر هي تنظيم مصري مسلح ظهر في 1984م، وبدأت أعماله بعملية الهجوم على زيفي كيدار أحد أعضاء الموساد عند خروجه من بيته في المعادي في يونيو 1984. وأعقب ذلك ثلاثة عمليات أخرى بواقع عملية كل عام حتى تاريخ القبض على المنظمة في سبتمبر 1987م.

## التأسيس
أسس المنظمة محمود نور الدين، وهو ضابط مخابرات مصري كان يعمل بالسفارة المصرية بلندن، مع أخوه أحمد عصام وخالد جمال عبد الناصر وثلاثة أعضاء آخرين من القوات المسلحة ونظمي شاهين الذي كان صديقا لأحمد عصام وعمل بعد انضمامه للتنظيم كسائق لمحمود نور الدين، وقام نظمي بتجنيد كلا من حمادة شرف (طالب) وسامي فيشة (كهربائي). وكما قال نور الدين في تحقيقات النيابة: «اختمرت في ذهني فكرة مقاومة الضغوط الصهيونية التي شعرت أنها واقعة على القيادة السياسية في مصر وتمارسها أمريكا وإسرائيل خاصة في مجال التطبيع، فأسست منظمة ثورة مصر من بعض ضباط القوات المسلحة المصرية وبعض المدنيين».

## عملياتها
بدأت أعماله بعملية الهجوم على زيفي كيدار أحد أعضاء الموساد عند خروجه من بيته في المعادي في يونيو 1984. وكانت العملية الثانية موجهة ضد مسئول الأمن بالسفارة الإسرائيلية، بعد مراقبة أماكن تواجد البعثة الإسرائيلية بالمعادي. وعلى إثر المراقبة تحدد الهدف. وفي 20 أغسطس 1985 قام أربعة من التنظيم، هم محمود نور الدين ونظمي شاهين وحمادة شرف وسامى عبد الفتاح بإطلاق النار على ألبرت أتراكشى (37 سنة) وزوجته وسكرتيرته الشخصية، والحادث كان بالقرب من بيت السفير الإسرائيلي. وصدر بيان المنظمة ليعلن عن اغتيال أتراكشى وإرساله إلى الجحيم.
أما العملية الثالثة فكانت في شهر مارس 1986 وعرفت بعملية معرض القاهرة الدولي، وجاءت على خلفية مشاركة إسرائيل في سوق القاهرة الدولي بأرض المعارض بمدينة نصر. وقد خرجت المظاهرات ترفض وتحتج على مشاركة إسرائيل، وهتف الطلبة في المظاهرات «ثورة مصر طريق النصر»، وذلك بعد أن حفرت المنظمة لنفسها مكانا في قلوب المصريين. فجاء الرد الفورى باغتيال «إيلى تايلور» مديرة الجناح الإسرائيلى بسوق القاهرة الدولي.
أما العملية الرابعة والأخيرة، فقد وجهت إلى الوجود الأمريكى، بعد أن اخطتفت الطائرات الأمريكية الحربية طائرة مصرية مدنية وأجبرتها على الهبوط للقبض على أبو العباس الفلسطيني ومعه أربعة من المتهمين بخطف السفينة أكيلي لاورو الإيطالية، حيث كانوا قد قاموا بخطف السفينة من أجل المساومة على الإفراج عن 50 فلسطينيا بالسجون الإسرائيلية. وحين وصلت السفينة إلى بور سعيد، سلم المختطفون أنفسهم وطلبوا نقلهم إلى تونس، فجرى نقلهم في طائرة ركاب مصرية تابعة لمصر للطيران، وأثناء توجهها إلى أثينا بعد أن رفضت تونس استقبالها بناءً على محادثة تليفونية من ريجان إلى الرئيس التونسي وقتئذ بورقيبة، أجبرتها الطائرات الحربية الأمريكية على الهبوط في إحدى قواعد حلف الأطلنطي، لكن وصول قوات إيطالية منع القوات الخاصة الأمريكية من القبض على أبو العباس والمختطفين الأربعة. حيث قامت بتهريب أبوالعباس، بينما مثل المختطفون الأربعة أمام المحكمة الإيطالية.